# Tiffin

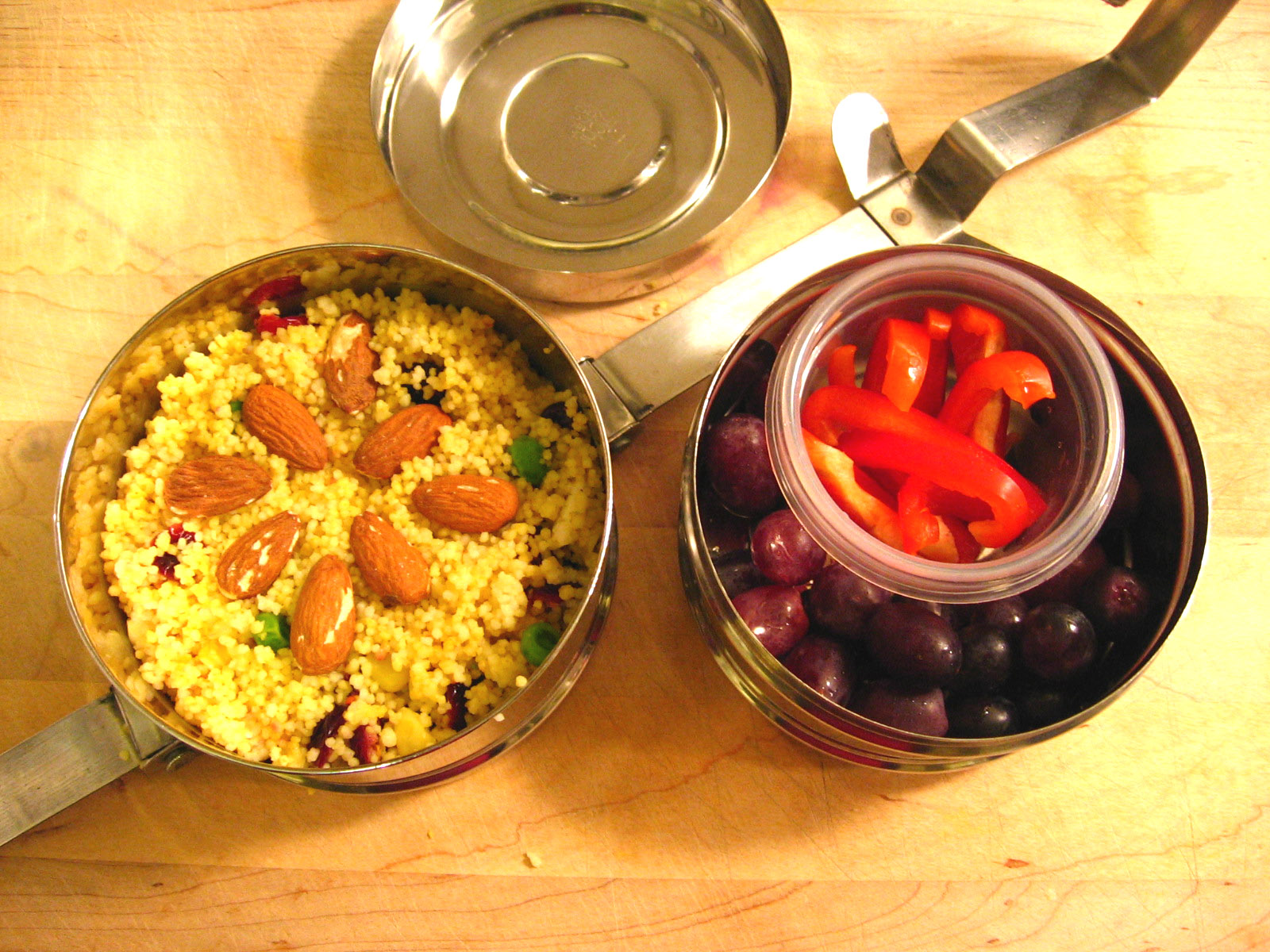
Tiffin servido en un dabba.

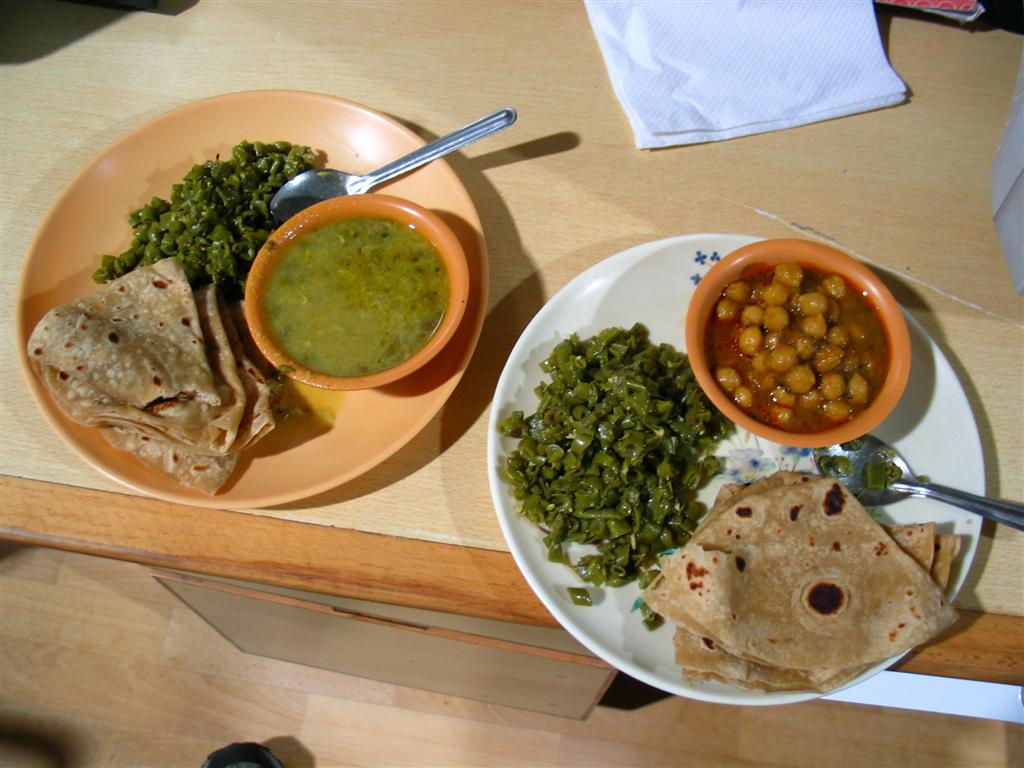

Tiffin es un almuerzo ligero típico de la India británica. La denominación deriva del idioma inglés (argot obsoleto) tiffing, entendido como una pequeña bebida. En el Sur de la India y en el Nepal se suele emplear el término con el sentido de "una comida entre horas" similar a un snack indio como pueden ser las dosas, los idlis. Por regla general es la costumbre de comer fuera de las horas habituales. Es habitual que se sirva el tiffin en el dabba: una especie de tartera metálica que transporta diversos ingredientes en forma de aperitivo (muy típico de Bombay).

## Costumbres
La idea de comer entre horas, durante el periodo colonial inglés ha dado lugar a platos inspirados en el tiffin. Un ejemplo es el dominical curry tiffin especialidad servida en los clubs y hoteles a lo largo de todo el territorio de la India. Los tiffin se suelen servir a mediodía, o a últimas horas de la tarde. A veces acompañado de café (en algunas partes del sur). De la misma forma la costumbre de comer entre horas hace posible que existan vendedores callejeros de comidas denominados portadores de tiffin (dabbawala).